# لا منخفض صغير

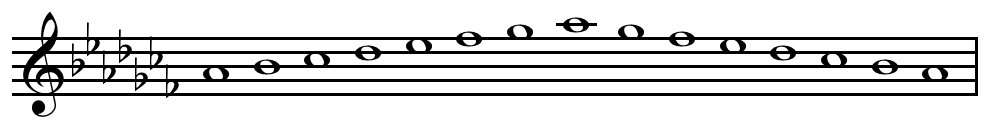
سلم لا منخفض الصغير صعوداً وهبوطاً

لا منخفض صغير (A-flat minor) هو سلم موسيقي صغير يتألف من الدرجات الموسيقية لا المنخفضة ♭A، سي المنخفضة ♭B، دو المنخفضة ♭C، ري المنخفضة ♭D، مي المنخفضة ♭E، فا المنخفضة ♭F، صول المنخفضة ♭G، لا المنخفضة ♭A، وينتهي بمفتاح لا المنخفضة ♭A، وذلك على الترتيب التالي من اليسار إلى اليمين:
♭A♭, B♭, C♭, D♭, E♭, F♭, G♭, A
يحوي سلم لا منخفض الصغير على سبع إشارات خفض، وذلك على جميع الدرجات. إن السلم الصغير المتناغم معه يكون عن طريق رفع ♭G إلى ♮G.
إن المفتاح الموسيقي القريب له على السلم الكبير هو دو منخفض كبير (المتناغم مع سي الكبير)، أما المفتاح الموسيقى الموازي فهو لا منخفض كبير.